# Komorniki (województwo warmińsko-mazurskie)
Komorniki (niem. Kämmersdorf) – wieś w Polsce położona w województwie warmińsko-mazurskim, w powiecie działdowskim, w gminie Działdowo.
W latach 1975–1998 miejscowość administracyjnie należała do województwa ciechanowskiego.
W okresie międzywojennym stacjonowała tu placówka Straży Celnej „Komorniki”. Po 1945 wybudowano we wsi zakład prefabrykacji elementów budowlanych. 
Niedaleko wsi znajduje się pomnik (proj. R. Wachowski), cmentarz i zbiorowa mogiła pomordowanych więźniów z niemieckiego obozu koncentracyjnego Soldau (KL) w Działdowie.